# DpS – Fachzeitschrift für professionelle Schädlingsbekämpfung
DpS – Fachzeitschrift für professionelle Schädlingsbekämpfung, oder Der praktische Schädlingsbekämpfer oder DpS – Fachmedien für professionelle Schädlingsbekämpfung, ist eine deutschsprachige Fachzeitschrift für Schädlingsbekämpfung. Sie wird seit 1949 herausgegeben, erscheint etwa monatlich (11 Ausgaben pro Jahr) beim Beckmann Verlag, Lehrte (ISSN 0032-6801) und hat eine Auflage von etwa 1.224 Stück (2017).